# Schoenoplectiella lateriflora
Schoenoplectiella lateriflora är en halvgräsart som först beskrevs av Johann Friedrich Gmelin, och fick sitt nu gällande namn av Kaare Arnstein Lye. Schoenoplectiella lateriflora ingår i släktet Schoenoplectiella och familjen halvgräs. IUCN kategoriserar arten globalt som livskraftig.

## Underarter
Arten delas in i följande underarter:
- S. l. laevinux
- S. l. lateriflora